# Rhodostrophia subconspicua
Rhodostrophia subconspicua là một loài bướm đêm trong họ Geometridae.